# Catemaco
Catemaco è una municipalità dello stato di Veracruz, nel Messico centrale, il cui capoluogo è la località omonima.
Conta 48.593 abitanti (2010) e ha una estensione di 659.21 km². 	 		
Il primo venerdì di marzo di ogni anno ospita il congresso internazionale delle streghe.
Il significato del nome della località in lingua nahuatl è "luogo delle case bruciate".